# Ilka Stitz

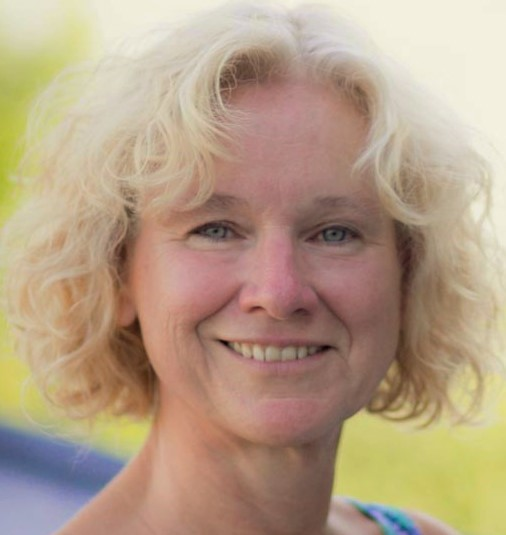
Ilka Stitz

Ilka Stitz (* 22. Oktober 1960 in Hannover) ist Journalistin und Autorin von historischen Kriminalromanen.

## Leben
Sie lebt und arbeitet in Köln. Gemeinsam mit Karola Hagemann bildet sie das Autorenteam Hagemann & Stitz, das auch unter dem Pseudonym „Malachy Hyde“ veröffentlicht. Bisher erschienen sechs Romane und fünf Kurzgeschichten des Duos.
Sie studierte Kunstgeschichte, Germanistik und klassische Archäologie in Göttingen und Köln. Ihr Interesse an römischer Geschichte, vor allem aber zahlreiche Reisen zu antiken Stätten in der Türkei, gaben den Anstoß zum Schreiben. Ihre Geschichten verknüpfen historische Fakten mit fiktiven Kriminalhandlungen. Seit 2010 veröffentlicht sie auch in Eigenregie Romane und Kurzgeschichten. Thema ihrer Romane "Wer Fortuna trotzt" (Antike) und "Harzblut" (ausgehendes Mittelalter) ist u. a. der historische Bergbau, mit dem sie sich seit vielen Jahren beschäftigt.
Seit 2014 arbeitet sie u. a. für das Onlinemagazin Histojournal, schreibt Buchbesprechungen, Artikel und führt Interviews mit Autoren historischer Romane.
Ilka Stitz ist Mitglied des Köln-Düsseldorfer Kriminalkomitees, der Gruppe Das Syndikat und des Autorenkreises Quo Vadis, der sich 2014 auflöste.

## Werke

### Romane
- 2010 Wer Fortuna trotzt, Grafit
- 2014 Harzblut, Grafit

#### Zusammen mit Karola Hagemann
- 1999 (als Malachy Hyde) Tod und Spiele, Diederichs, Knaur-Verlag (TB)
- 2002 (als Malachy Hyde) Eines jeden Kreuz, Weitbrecht, Knaur-Verlag (TB), ISBN 978-3-426-61897-4
- 2004 (als Malachy Hyde) Wisse, dass du sterblich bist, Eichborn-Verlag, Knaur-Verlag (TB)
- 2006 (als Hagemann & Stitz) Das Geheimnis des Mithras-Tempels, Grafit 2006, ISBN 978-3-89425-603-6
- 2007 (als Malachy Hyde) Gewinne der Götter Gunst, Knaur-Verlag. ISBN 978-3-426-63368-7
- 2009 (als Hagemann & Stitz) Jung stirbt, wen die Götter lieben, Grafit 2009, ISBN 978-3-89425-610-4

### Kurzgeschichten
- 2010: Mit eiserner Zunge, in: Der Ring der Niedersachsen, Zu Klampen Verlag
- 2011: Die Unsichtbaren, in: Schicht im Schacht, KBV-Verlag
- 2011: Ein guter Platz, in: Mördchen fürs Örtchen, KBV-Verlag
- 2012: Das Opfer, in: Niedertracht in Niedersachsen, KBV-Verlag

#### Zusammen mit Karola Hagemann
- 2004: Das Vermächtnis der Colonia Ulpia Traiana, in: Mord am Niederrhein, Grafit Verlag
- 2004: Das Gold der Erde, in: Tatort FloraFarm, Juwi MacMillan Verlag
- 2005: Die Götter sind müde, in: Mords-Feste. Kalenderkrimis vom Tatort Niederrhein, Leporello-Verlag
- 2006: Die Venus von Schloss Dyck, in: Radieschen von unten. Leporello-Verlag 2006, ISBN 978-3-936783-16-2
- 2009: Die Entflammten, in: Das steinerne Auge. Bookspot Verlag